# Vratare
Vratare (en serbe cyrillique : Вратаре) est un village de Serbie situé sur le territoire de la Ville de Kruševac, district de Rasina. Au recensement de 2011, il comptait 408 habitants.

## Démographie
| 1948 | 1953 | 1961 | 1971 | 1981 | 1991 | 2002 | 2011 |
| ---- | ---- | ---- | ---- | ---- | ---- | ---- | ---- |
| 651  | 709  | 726  | 664  | 607  | 540  | 462  | 408  |

|  |